# خندق تپه
خندق تپه مربوط به دوره اشکانیان - سده‌های میانه دوران‌های تاریخی پس از اسلام است و در شهرستان کمیجان، بخش میلاجرد، دهستان خسروبیگ، روستای حسین‌آباد شکرایی واقع شده و این اثر در تاریخ ۲۶ اسفند ۱۳۸۶ با شمارهٔ ثبت ۲۲۰۶۸ به‌عنوان یکی از آثار ملی ایران به ثبت رسیده است.